# Tripyloides brevis
Tripyloides brevis är en rundmaskart som beskrevs av Gerlach 1958. Tripyloides brevis ingår i släktet Tripyloides och familjen Tripyloididae. Inga underarter finns listade i Catalogue of Life.